# Entre chien et loup (série télévisée)
Cet article concerne l'émission de télévision québécoise. Pour l'expression désignant une période de la journée, voir Heure bleue.
Entre chien et loup est un feuilleton télévisé québécois comportant 235 épisodes de 25 à 50 minutes, scénarisé par Aurore Dessureault-Descôteaux puis adapté dans son roman éponyme et diffusé entre le 17 septembre 1984 et le 20 avril 1992 sur le réseau TVA.

## Synopsis
L'histoire se déroule dans un petit village de la Mauricie, St-Jean-des-Bois dans les années 1900 à 1907. Le téléroman nous raconte principalement la vie des membres de la famille Bernier. Une famille canadienne-française qui a vécu plusieurs années aux États-Unis dans la ville de Waterbury (possiblement dans l'état du Connecticut). Le premier épisode commence lorsque les membres de la famille Bernier retournent à St-Jean-des-Bois. 
Chaque personnage est attachant et apporte à cette série, une touche unique québécoise du début du siècle. Certains personnages comme Bedeau et sa femme Laïse (Thérèse Morange) nous apportent une petite touche humoristique dans cette série touchante en plusieurs occasions.

## Distribution
- Stéphane Allard : Sébastien Dessurault (saison 1)
- Marie Bégin : Célina L'Heureux Bernier (saisons 1 à 8)
- Lucille Bélair : La Zéphise (saisons 1 et 2)
- Marc Bellier : Aristide de la Chevrotière (saisons 4 à 8)
- Michèle Benoît : Simone Brouillette (saison 4)
- Julien Bessette : Père Frédéric (saison 3)
- Nicole Blackburn : Mère St-Jean / Claudia Lafond (saisons 1 à 8)
- Alpha Boucher : Zalem (saisons 1 et 2)
- Geneviève Brouillette : Sarah Bellerive (saison 8)
- Yan Brunet : Karl Tanguay (saisons 5 à 8)
- André Cartier : Wilfrid Bernier (saisons 1 à 8)
- Alain Charbonneau : John Ross (saisons 1 et 2)
- Carole Chatel : Marilou Bernier (saison 1)
- Jean Chevalier : Fabien Desjarlais (saisons 1 à 3)
- Louise Choinière : Florette Simon Bernier (saisons 1 à 8)
- Serge Christianssens : Joachim (dit Bedeau) Bronsard (saisons 1 à 8)
- Renée Cossette : Angéline Cossette (saisons 3 à 5)
- Rolland D'Amour : Pépère Dominique L'Heureux (saisons 1 à 4)
- Louis Dallaire : Séverin Gauthier (saisons 1 à 3)
- Gilles Descôteaux : Arthur de Grandmaison (saisons 1 à 8)
- Lorraine Desmarais : Juliane Dubois (saisons 1 à 3)
- Vincent Dhavernas : Rodolf Tanguay (saison 2)
- Yvan Ducharme : Midas Gélinas (saison 8)
- Gisèle Dufour : Maggy Trudeau (saison 5)
- Reine France : Candide B. Clermont (saisons 1 à 8)
- Bertrand Gagnon : Hubert Valois (saisons 1 à 8)
- Sylvia Gariépy : Nurse Cora Jacob (saisons 1 et 2)
- Fernand Gignac : Jean-Baptiste Champagne (saisons 4 à 8)
- Marcel Girard : Curé/chanoine Flavius Normandin (saisons 1 à 8)
- Hélène Grégoire : Mère St-Jean / Claudia Lafond (saison 8)
- Francine Guénette : Sœur Portière (saison 6)
- Simon Hérard : Godefroy Bernier (saison 8)
- Denis Larocque : Lionel Frigon (saison 5)
- Guy L'Écuyer : Quêteux Bonenfant (saison 1)
- Suzanne Langlois : Malvina Carignan (saisons 1 à 4)
- Robert Lavoie : Ti-Gus Collo (saisons 1 à 8)
- Suzanne Léveillé : Marilou Bernier (saisons 2 à 8)
- Yves Massicotte : Monseigneur Josaphat Matthon (saisons 1 à 8)
- André Miville-Deschênes : Sautrau Carignan (saisons 1 à 3)
- Monique Miville-Deschênes : Candide R. Clermont (La Cadou / Dolorès Dumas)
- Jean-Marie Moncelet : Xavier de Bergeron (saisons 6 à 8)
- Hélène Mondoux : Caroline Desjarlais (saisons 1 à 4)
- Jean-Luc Montminy : Andrew Nelson (saisons 7 et 8)
- Francine Morand : Maggy Trudeau (saisons 6 à 8)
- Thérèse Morange : Laïse Bronsard (saisons 1 à 8)
- André Myron : Henriot Bernier (saisons 3 à 6)
- Richard Niquette : Lézime Mathon (saisons 1 et 2)
- Jean-Louis Paris : Hubert (dit Ti-bert) Veillette (saisons 6 et 7)
- Chantal Provost : Laurianne Bernier L'Heureux (saisons 1 à 8)
- James Rae : Mark Thompson (saison 4)
- Jacques Riopel : Antoine Baril (saisons 1 et 3)
- Diane Robitaille : Alice Bernier de la Chevrotière (saisons 1 à 8)
- André Saint-Roch : Pierre-Étienne Baron (saison 1)
- Madeleine Sicotte : Arline Deschamps Valois (saisons 1 à 8)
- Yvon Thiboutot : Lazare Carignan (saisons 1 à 4)
- Jacques Thisdale : Joseph Bernier (saisons 1 à 8)
- Sébastien Trahan : Philippe L'Heureux (saisons 3 et 4)
- Gisèle Trépanier : Élisa Massicotte (saison 1)
- Guillaume Turgeon : Philippe L'Heureux (saison 5)
- Serge Turgeon : Jérémie L'Heureux (saisons 1 à 8)

## Fiche technique
- Scénarisation :
  - Auteure : Aurore Dessureault-Descôteaux
  - Collaboratrice : Raymonde Descôteaux
- Réalisation : José Aumais, Claude Colbert et Réal Nantel
- Société de production : Télé-Métropole

## Épisodes
- Saison 1 : 31 épisodes de 30 minutes
- Saison 2 : 31 épisodes de 30 minutes
- Saison 3 : 30 épisodes de 30 minutes
- Saison 4 : 30 épisodes de 30 minutes
- Saison 5 : 30 épisodes de 60 minutes
- Saison 6 : 27 épisodes de 60 minutes
- Saison 7 : 30 épisodes de 60 minutes
- Saison 8 : 26 épisodes de 60 minutes